# Nicolas Batum
Nicolas Batum (Lisieux, 14. prosinca 1988.) francuski je profesionalni košarkaš. Igra na poziciji niskog krila, a trenutačno je član NBA momčadi Los Angeles Clippers. Izabran je u 1. krugu (25. ukupno) 2008. od strane Houston Rocketsa. Batuma se smatra jednim od najtalentiranijih mladih europskih košarkaša posljednjih godina.  

## Karijera

### Francuska
Batum je karijeru započeo 2006. u Le Mans Sarthe Basketu. U svojoj prvoj profesionalnoj sezoni (2006./07.) u prosjeku je postizao 3.4 poena, 2.5 skokova i 0.5 asistencija za 13 odigranih minuta. U svojoj drugoj sezoni (2007./08.) u prosjeku je postizao 12.3 poena, 5.0 skokova i 3.6 asistencija za 28 odigranih minuta. Sudjelovao je na Nike Hoops Summitu u Memphisu 2007. godine. Na toj utakmici je postigao 24 poena, 4 skoka i 4 ukradene lopte. 

### NBA
Izabran je kao dvadeset i peti izbor NBA drafta 2008. od strane Houston Rocketsa, ali je odmah proslijeđen u Portland Trail Blazerse u zamjenu za Dontea Greena (28. izbor), Joeyja Dorseya (33. izbor) i izbor drugog kruga sljedećeg drafta. Nakon što je u prve tri utakmice regularnog dijela sezone u igru ualzio s klupe, Batum je u četvrtoj zauzeo startnu poziciju i na njoj ostao do kraja sezone. 13. ožujka 2009. postigao je učinak karijere od 20 poena u pobjedi nad New Jersey Netsima 109:100. Ukupno je odigrao 79 utakmica i u prosjeku postizao 5.4 poena, 2.8 skokova i 0.9 asistencija. 

## NBA statistika

### Regularni dio
| Godina    | Klub     | Odig. uta. | Uta. poč. | Min. | 2P%  | 3P%  | Sl. bac.% | Skok. | Asist. | Ukr. lop. | Blok. | Poena |
| --------- | -------- | ---------- | --------- | ---- | ---- | ---- | --------- | ----- | ------ | --------- | ----- | ----- |
| 2008./09. | Portland | 79         | 76        | 18.4 | .446 | .369 | .808      | 2.8   | .9     | .6        | .5    | 5.4   |
| Ukupno    |          | 79         | 76        | 18.4 | .446 | .369 | .808      | 2.8   | .9     | .6        | .5    | 5.4   |

### Doigravanje
| Godina    | Klub     | Odig. uta. | Uta. poč. | Min. | 2P%  | 3P%  | Sl. bac.% | Skok. | Asist. | Ukr. lop. | Blok. | Poena |
| --------- | -------- | ---------- | --------- | ---- | ---- | ---- | --------- | ----- | ------ | --------- | ----- | ----- |
| 2008./09. | Portland | 6          | 5         | 10.5 | .556 | .500 | .000      | .5    | .2     | .2        | .3    | 2.0   |
| Ukupno    |          | 6          | 5         | 10.5 | .556 | .500 | .000      | .5    | .2     | .2        | .3    | 2.0   |

## Vanjske poveznice
- Profil na NBA.com
- Profil na ESPN.com
- Profil na Interbasket.net
- Profil  Arhivirana inačica izvorne stranice od 25. lipnja 2008. (Wayback Machine) na NBADraft.net